# Liste der Nebenflüsse der Zihl
Die Liste der Nebenflüsse der Zihl zählt alle Zuflüsse und Abzweigungen des Strangs Zihl→Neuenburgersee→Zihlkanal→Bielersee bis zum Zusammentreffen der fiktiven Seeachse der Zihl mit der fiktiven Seeachse der Aare auf.

## Diagramme
Nebenflüsse mit einem mittleren Abfluss ab 2 m³/s

Nebenflüsse mit einem Einzugsgebiet ab 100 km²

Nebenflüsse mit einer Länge ab 30 km

## Tabelle
Im Folgenden werden die Zuflüsse der Zihl mit einem Einzugsgebiet grösser als 5 km² in der Reihenfolge von der Quelle zur Mündung genannt. Angegeben ist der Name, die Gewässerkennzahl (GKZ), die orographische Lage der Mündung, die Länge in km, die Grösse des Einzugsgebietes in km², der mittlere Abfluss (MQ) in m³/s, die Höhenlage der Mündung und der Mündungsort. Die Kenngrössen erfolgen nach dem GIS des Bundesamts für Landestopografie (Swisstopo).
| Name                         | GKZ                   | Lage   | Länge in km | EZG in km² | MQ in m³/s | Mündung                              | Mündungshöhe in m | Bemerkungen                           |
| ---------------------------- | --------------------- | ------ | ----------- | ---------- | ---------- | ------------------------------------ | ----------------- | ------------------------------------- |
| L'Orbe                       | FR: V2400900 CH: 3229 | links0 | 063,5000    | 0345,850   | 0011,5000  | Orbe                                 | 43500000          | linker Quellfluss, Hauptstrang        |
| Le Talent                    | CH: 220               | rechts | 040,0000    | 0126,330   | 0001,930   | Orbe VD                              | 43500000          | rechter Quellfluss, Nebenstrang       |
| Canal Oriental               | CH: 11004             | rechts | 020,2000    | 0049,060   | 0000,6000  | Yverdon-les-Bains                    | 42900000          | mündet in den Neuenburgersee          |
| Le Buron                     | CH: 216               | rechts | 017,2000    | 0038,910   | 0000,510   | Yverdon-les-Bains                    | 42900000          | mündet in den Neuenburgersee          |
| Le Mujon                     | CH: 243               | links0 | 014,7000    | 0034,810   | 0000,680   | Yverdon-les-Bains                    | 42900000          | mündet in den Neuenburgersee          |
| Le Bey                       | CH: 3213              | links0 | 016,3000    | 0031,820   | 0000,420   | Yverdon-les-Bains                    | 42900000          | mündet in den Neuenburgersee          |
| La Brine                     | CH: 214               | links0 | 009,5000    | 0013,980   | 0000,220   | Grandson                             | 42900000          | mündet in den Neuenburgersee          |
| L'Arnon                      | CH: 208               | links0 | 020,9000    | 0089,760   | 0002,510   | Grandson                             | 42900000          | mündet in den Neuenburgersee          |
| La Mentue                    | CH: 240               | rechts | 033,9000    | 0139,010   | 0002,040   | Yvonand                              | 42900000          | mündet in den Neuenburgersee          |
| Ruisseau de Vaux             | CH: 262               | links0 | 004,5000    | 0030,010   | 0000,9000  | La Grande Béroche-Saint-Aubin-Sauges | 42900000          | mündet in den Neuenburgersee          |
| Le Pontet                    | CH: 13771             | links0 | 003,3000    | 0009,490   |            | La Grande Béroche                    | 42900000          | mündet in den Neuenburgersee          |
| L'Argentine                  | CH: 13853             | links0 | 001,8000    | 0011,380   |            | La Grande Béroche-Gorgier            | 42900000          | mündet in den Neuenburgersee          |
| L'Areuse                     | CH: 206               | links0 | 031,5000    | 0394,440   | 0011,3000  | Boudry                               | 42900000          | mündet in den Neuenburgersee          |
| Ruisseau de la Contentenette | CH: 351040            | rechts | 002,1000    | 0005,620   |            | Delley-Portalban                     | 42900000          | mündet in den Neuenburgersee          |
| Le Seyon                     | CH: 260               | links0 | 014,3000    | 0114,9000  | 0002,710   | Neuenburg NE                         | 42900000          | mündet in den Neuenburgersee          |
| La Broye                     | CH: 215               | rechts | 088,9000    | 0851,160   | 0012,3000  |                                      | 42900000          | mündet in den Neuenburgersee          |
| Islerekanal                  | CH: 237               | rechts | 006,3000    | 0014,610   | 0000,270   | Gals                                 | 42900000          | mündet in den Zihlkanal               |
| Le Mortruz                   | CH: 1412              | links0 | 002,2000    | 0006,460   |            | Cressier NE                          | 43000000          | mündet in die Vieille-Thielle         |
| Le Ruhaut                    | CH: 1413              | links0 | 002,6000    | 0005,390   |            | Cressier NE                          | 43000000          | mündet in die Vieille-Thielle         |
| Ruisseau de Vaux             | CH: 261               | links0 | 005,0000    | 0020,290   | 0000,7000  | La Neuveville                        | 42900000          | mündet in den Bielersee               |
| Mooskanal                    | CH: 12842             | rechts | 004,2000    | 0008,450   | 0000,140   | Lüscherz                             | 42900000          | mündet in den Bielersee               |
| Zihl                         |                       |        | 117,1000    | 2728,070   | 0054,2000  | Le Landeron                          | 42900000          | mündet als Zihlkanal in den Bielersee |

Anmerkungen zur Tabelle
1. ↑  In der Schweiz die GEWISS-Nummer
2. ↑   Länge des Strangs Orbe 63,5 km→Zihl 8,9 km→Neuenburgersee 37,3 km→Zihlkanal 7,4 km
3. ↑  Die Daten der Zihl zum Vergleich

## Liste
(Anführung aller Zuflüsse und Abzweigungen der Zihl von ihrem Ursprung bis zum Zusammentreffen ihrer fiktiven Seeachse mit der fiktiven Seeachse der Aare, soweit sie in den Geoportalen der Kantone Waadt, Neuenburg, Freiburg und Bern namentlich genannt werden. Namen nach den Geoportalen der Kantone, Daten nach dem Geoserver der Schweizer Bundesverwaltung. Die Längen in Kilometer (km), das Einzugsgebiet in Quadratkilometer (km²) und der mittleren Abfluss (MQ) in Kubikmeter pro Sekunde (m³/s), Koordinaten , Mündungshöhe in Meter über Meer (m ü. M.))
- → = Abzweigung
- ← = Rücklauf

### Ursprung

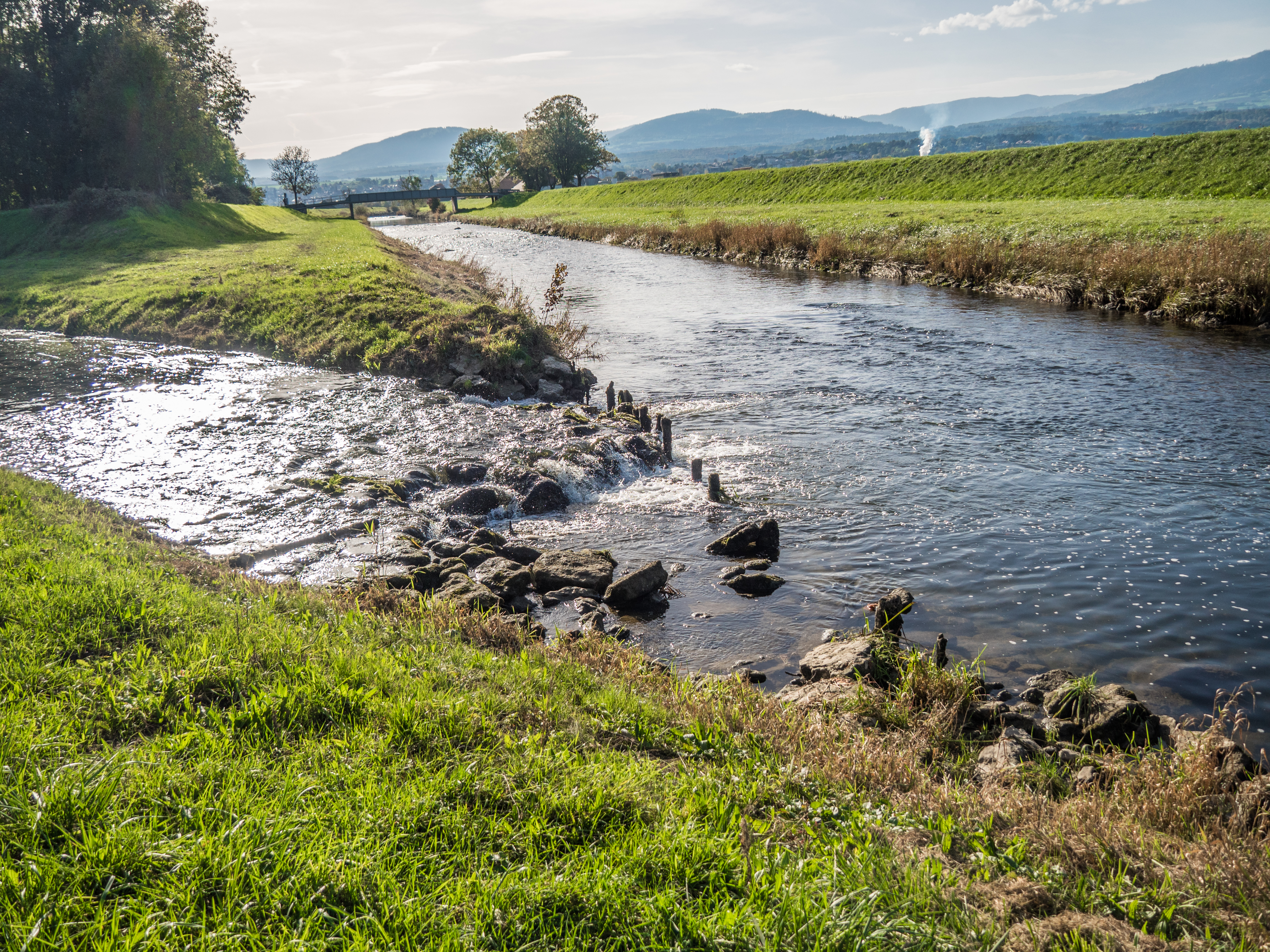
Zusammenfluss von Talent und Orbe zur Zihl

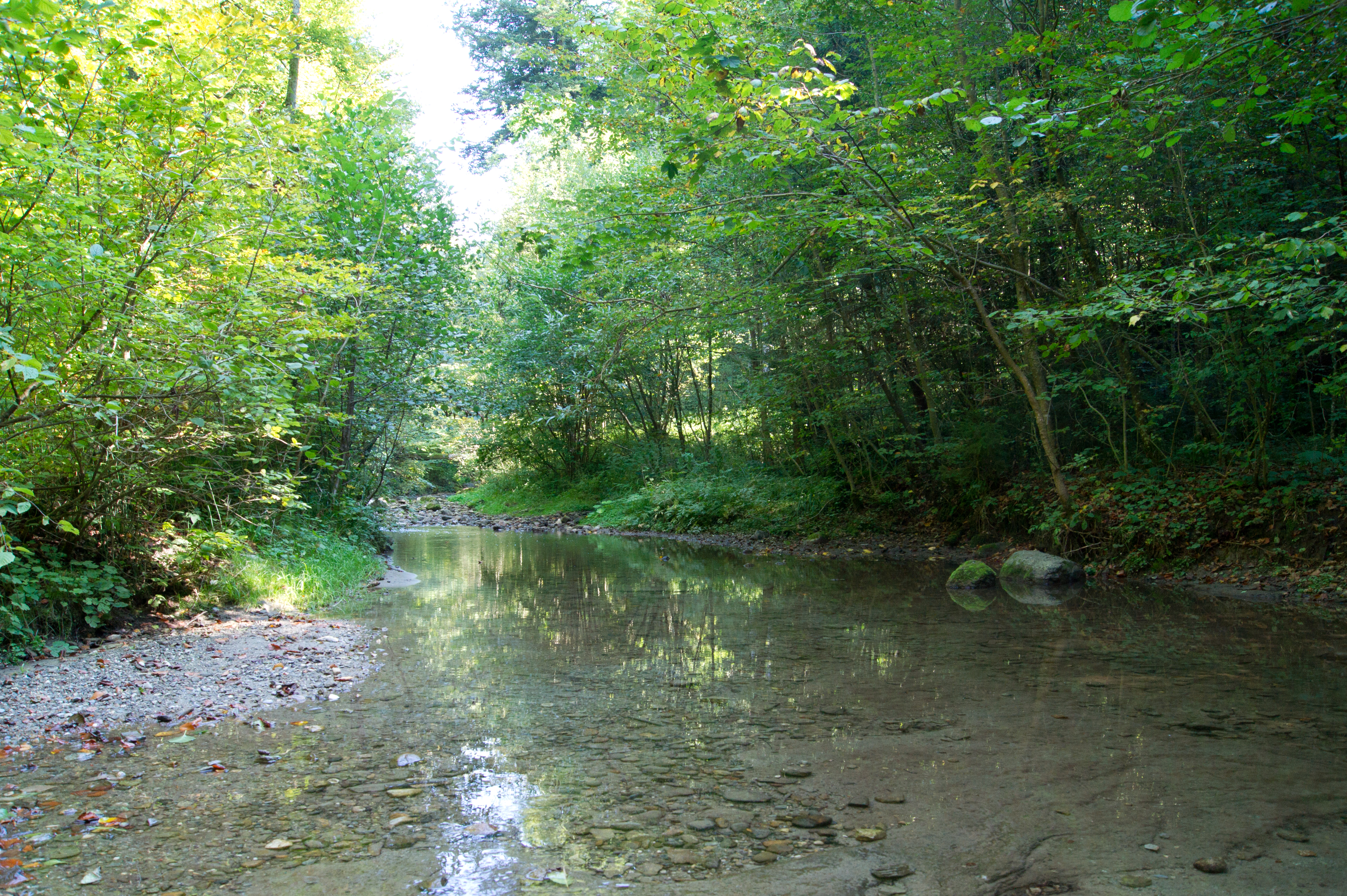
Der Talent

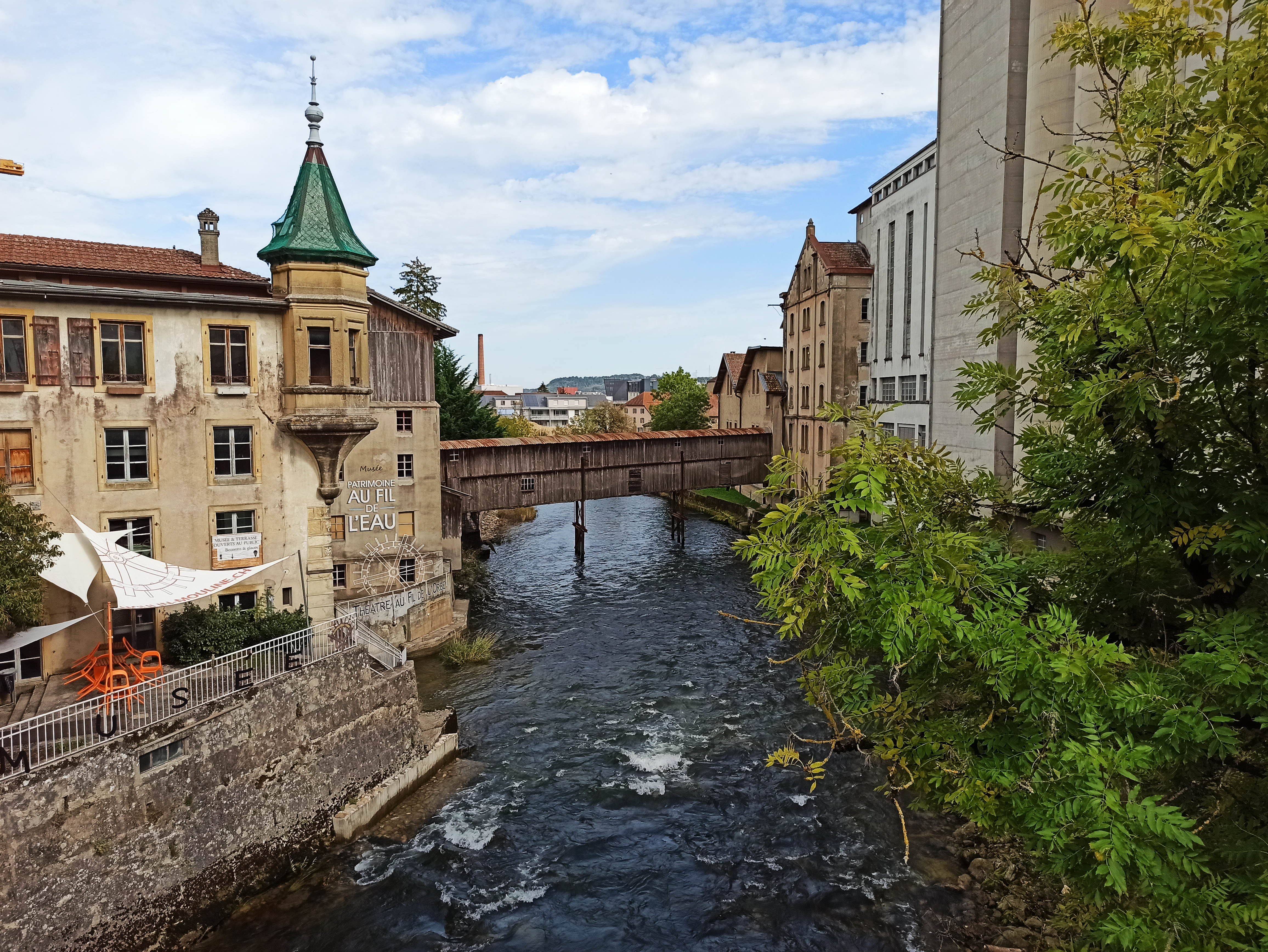
Die Orbe

- L'Orbe (linker Quellfluss, Hauptstrang), 63,5 km, 345,85 km², 11,50 m³/s[1], , 435 m ü. M. → Zuflüsse
- Le Talent (rechter Quellfluss, Nebenstrang), 40,0 km, 126,33 km², 1,93 m³/s, , 435 m ü. M. → Zuflüsse

### Zihl

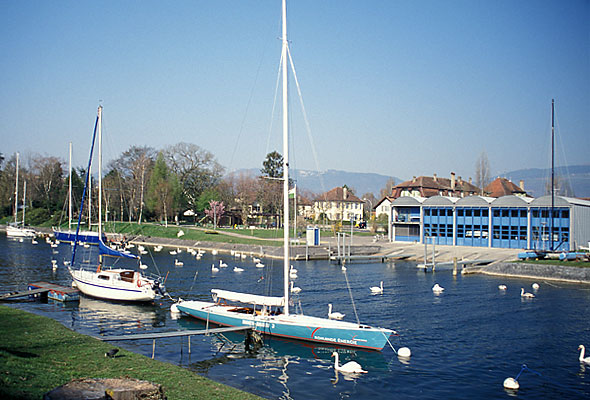
Die Zihl

- Deversoir (links), 0,9 km[2], , 429,4 m ü. M.

### Neuenburgersee

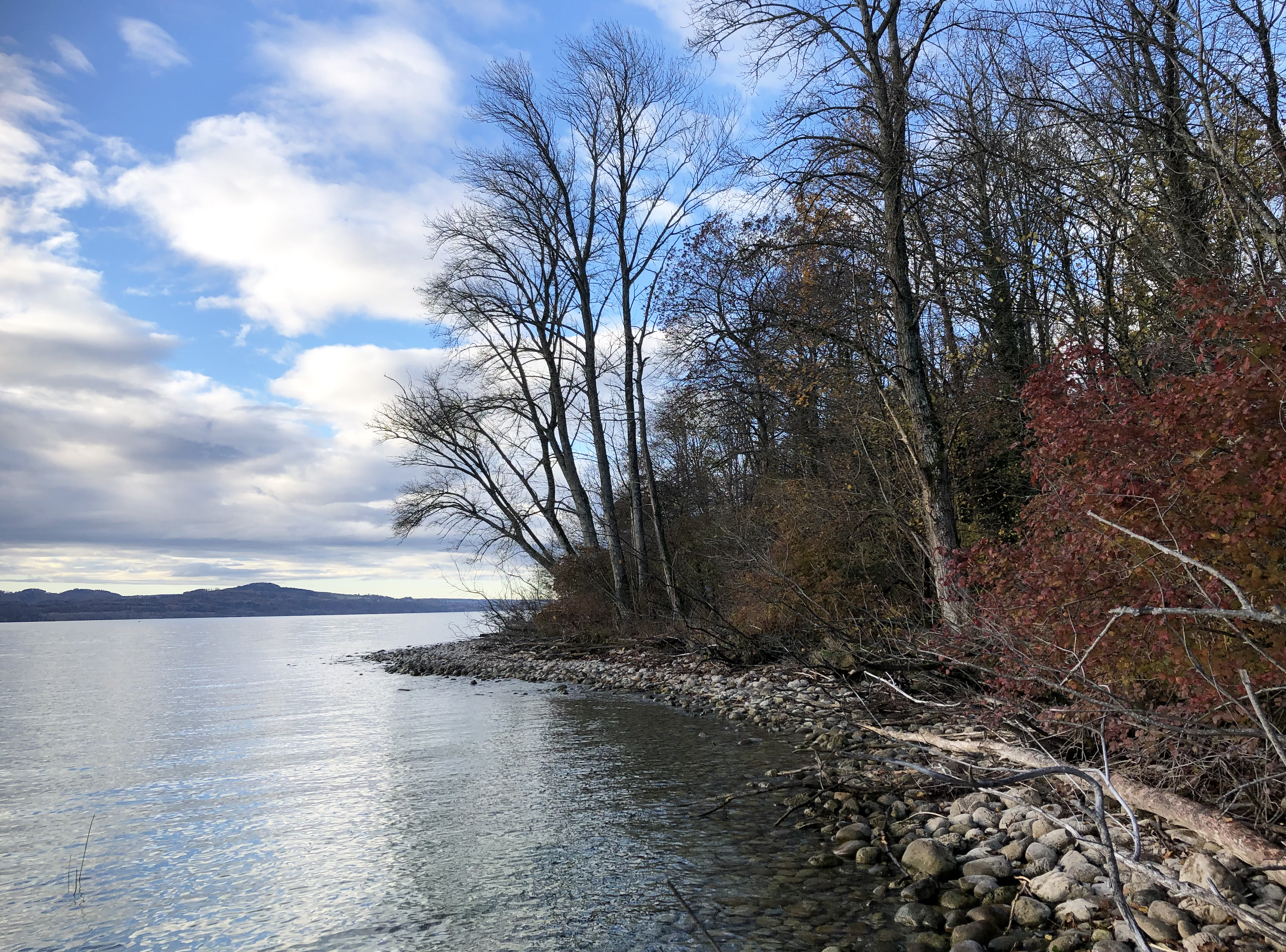
Der Neuenburgersee

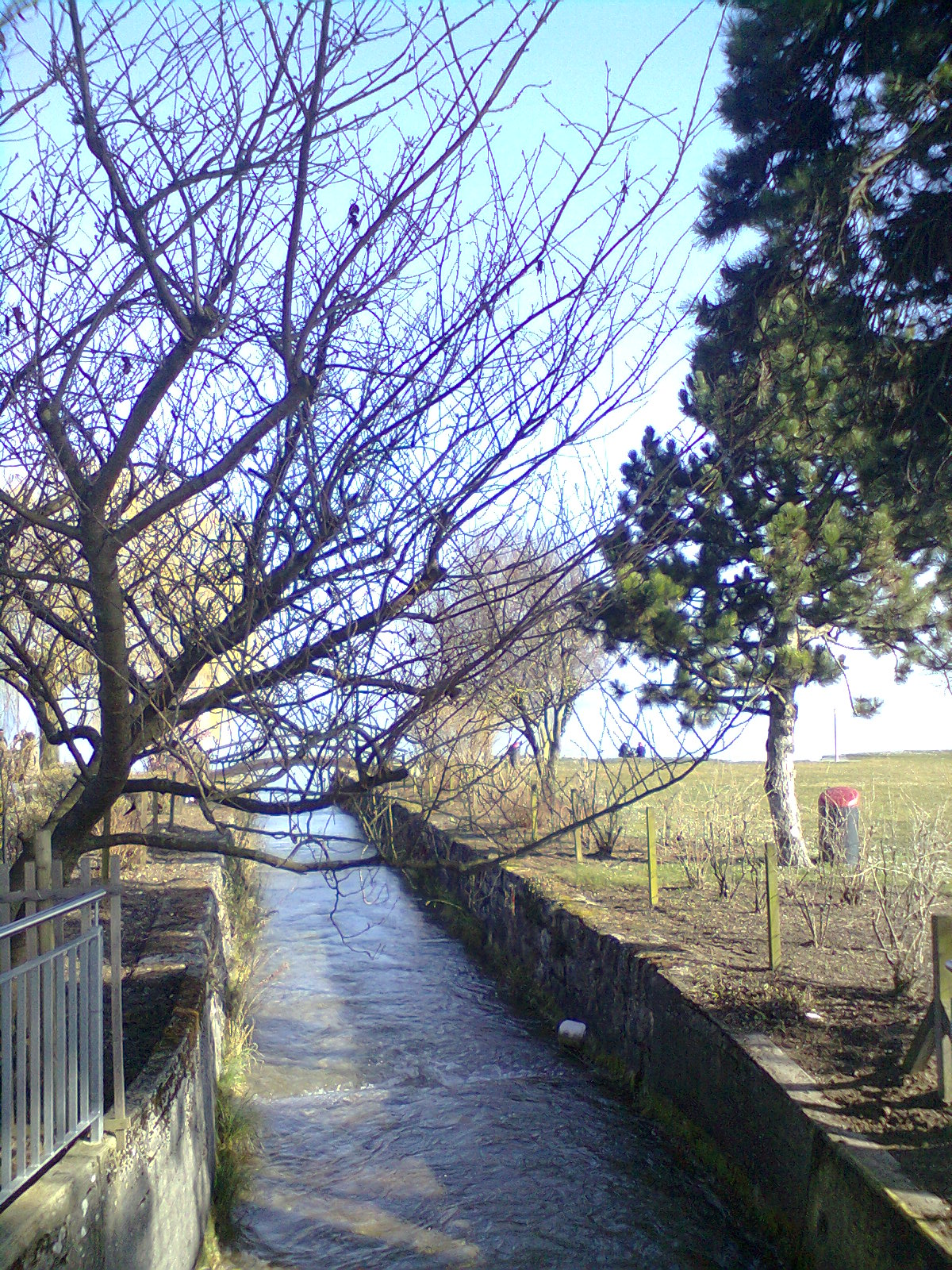
L'Argentine

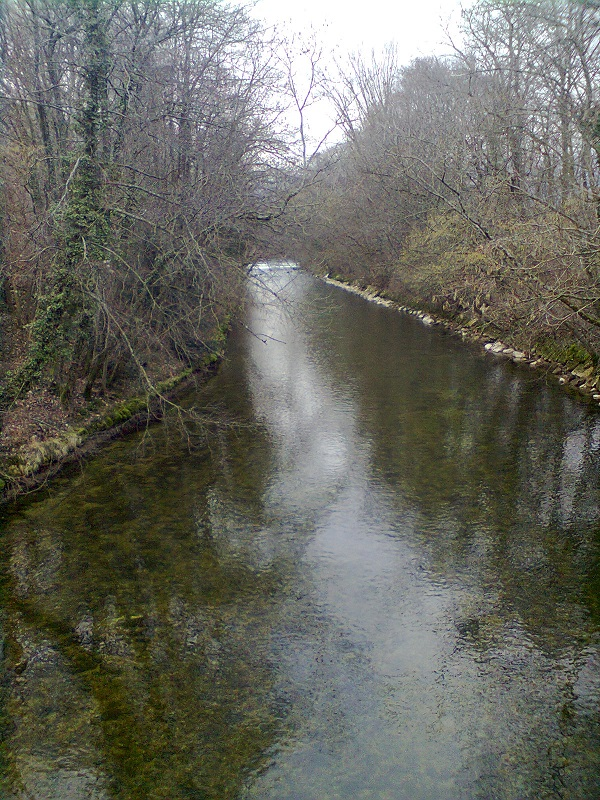
L'Areuse

(Die Reihenfolge der Zuflüsse orientiert sich an der fiktiven Seeachse)
- Canal Oriental (rechts),  mit Canal d'Entreroches und  Le Cristallin 20,2 km, 49,06 km², 0,6 m³/s, , 429,3 m ü. M.
- Le Buron (rechts), 17,2 km, 38,91 km², 0,51 m³/s, , 429,3 m ü. M. → Zuflüsse
- Le Mujon (links), 14,7 km, 34,81 km², 0,68 m³/s, , 429,3 m ü. M.
- Le Bey (links), 16,3 km, 31,82 km², 0,42 m³/s, , 429,3 m ü. M.
- La Brine (links), 9,5 km, 13,98 km², 0,22 m³/s, , 429,3 m ü. M.
- Le Lavioret[A 1] (rechts), 0,7 km[2], , 429,3 m ü. M.
- Ruisseau du Sau[A 2] (rechts), 1,8 km, , 429,3 m ü. M.
- Le Grandsonnet (links), 4,7 km, 4,91 km², 0,07 m³/s, , 429,3 m ü. M.
- Le Repuis[A 3] (links), 0,5 km, 1,04 km², , 429,3 m ü. M.
- Ruisseau de chez Morez[A 4] (rechts), 2,8 km, , 429,3 m ü. M.
- Ruisseau des Biolettes[A 5] (rechts), 1,6 km[2], , 429,3 m ü. M.
- Ruisseau de la Garitelle[A 6] (rechts), 0,9 km, , 429,3 m ü. M.

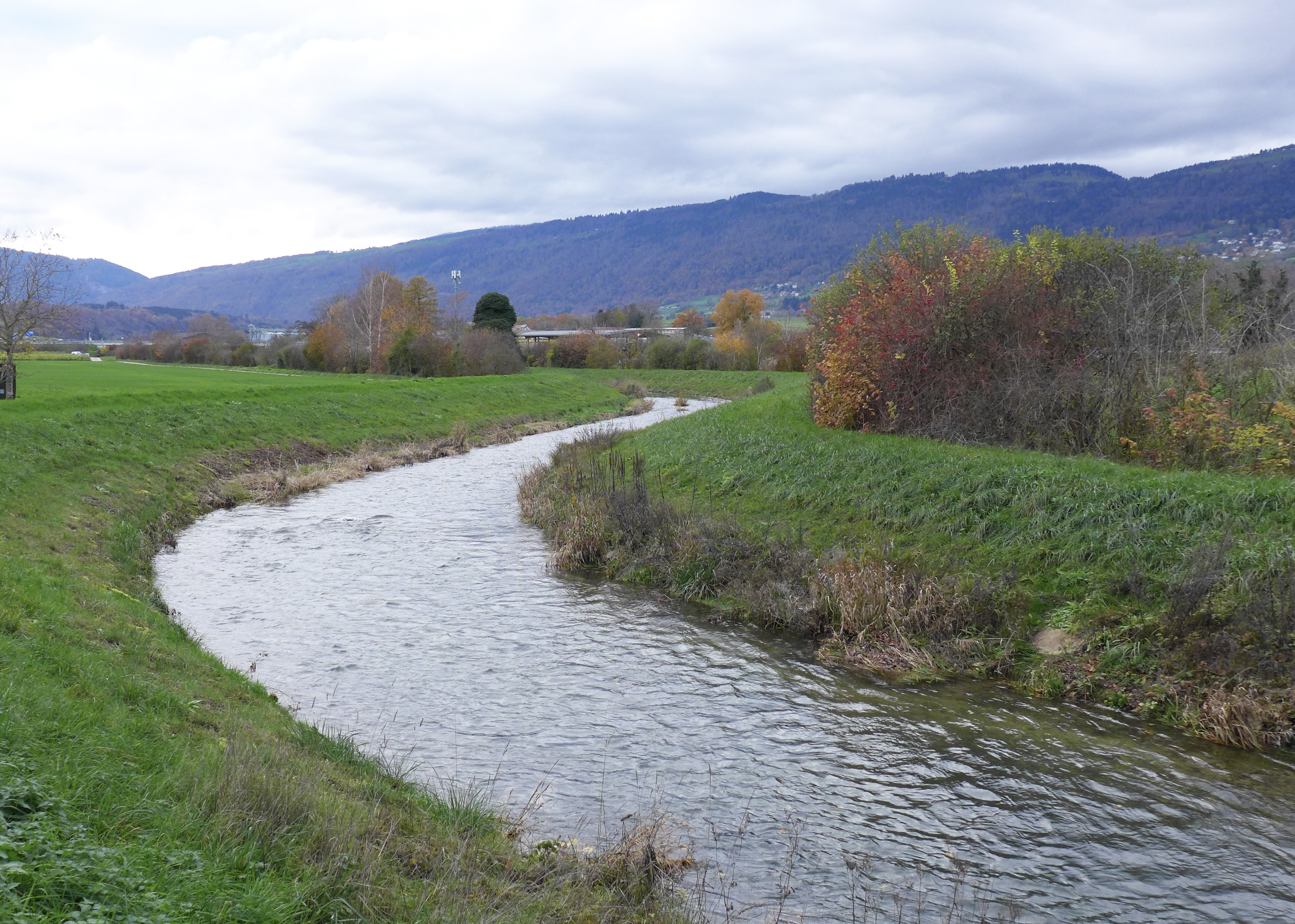
L'Arnon
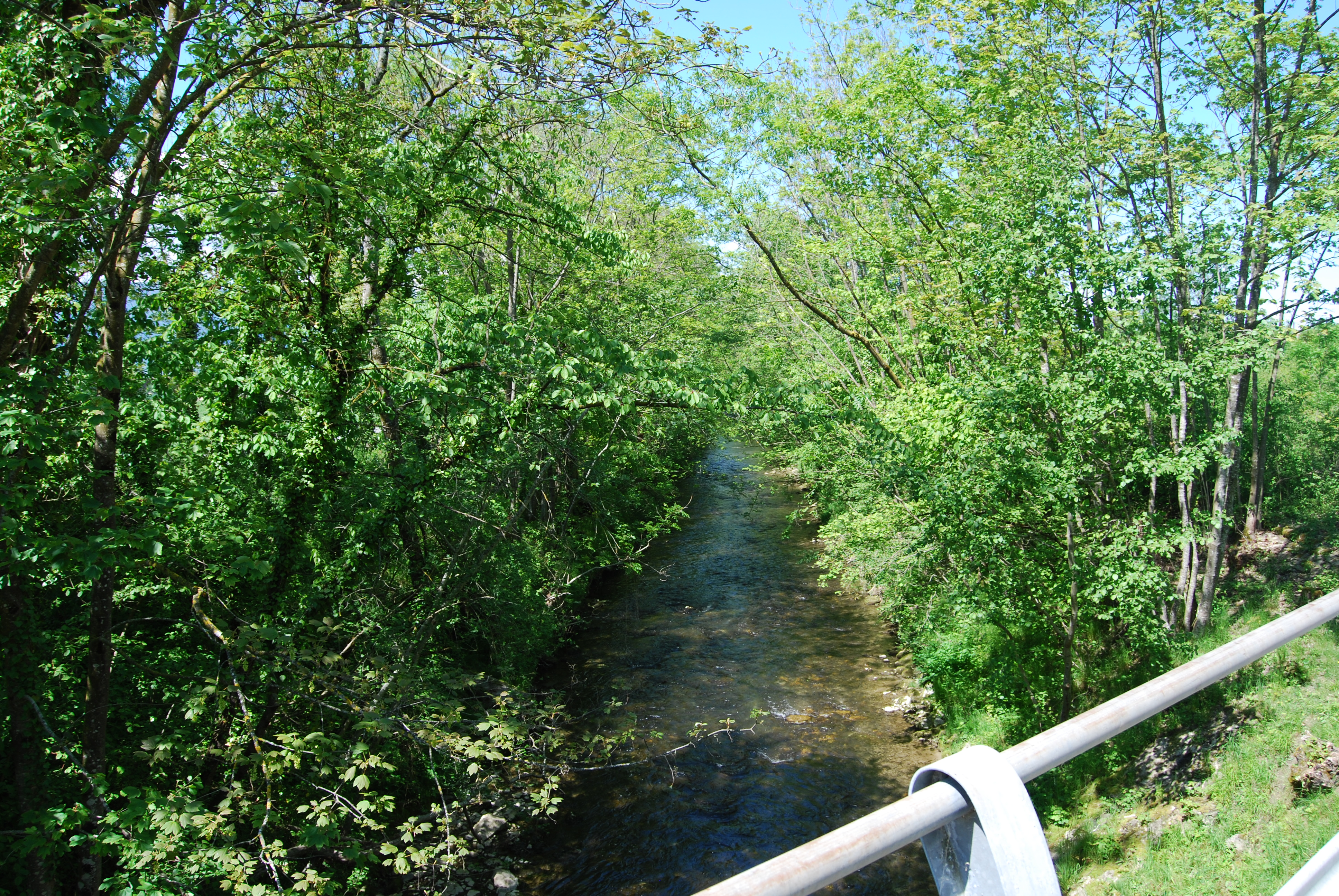
La Menthue

- L'Arnon (links), 20,9 km, 89,76 km², 2,51 m³/s, , 429,3 m ü. M.
- Ruisseau de l'Epena (rechts), 4,2 km, 2,51 km², , 429,3 m ü. M.
- La Menthue (rechts), 33,9 km, 139,01 km², 2,04 m³/s, , 429,3 m ü. M. → Zuflüsse
- Ruisseau de la Golaz[A 7] (rechts), 2,2 km, , 429,3 m ü. M.
- Ruisseau du Moulin (links), 1,0 km, , 429,3 m ü. M.
- Le Ducet[A 8] (links), 0,4 km, , 429,3 m ü. M.
- Ruisseau de la Baume[A 9] (rechts), 2,1 km, 1,14 km², , 429,3 m ü. M.
- Ruisseau de la Maladaire[A 10] (rechts), 1,1 km, , 429,3 m ü. M.
- Ruisseau de la Croix (rechts), 2,0 km, 2,18 km², , 429,3 m ü. M.

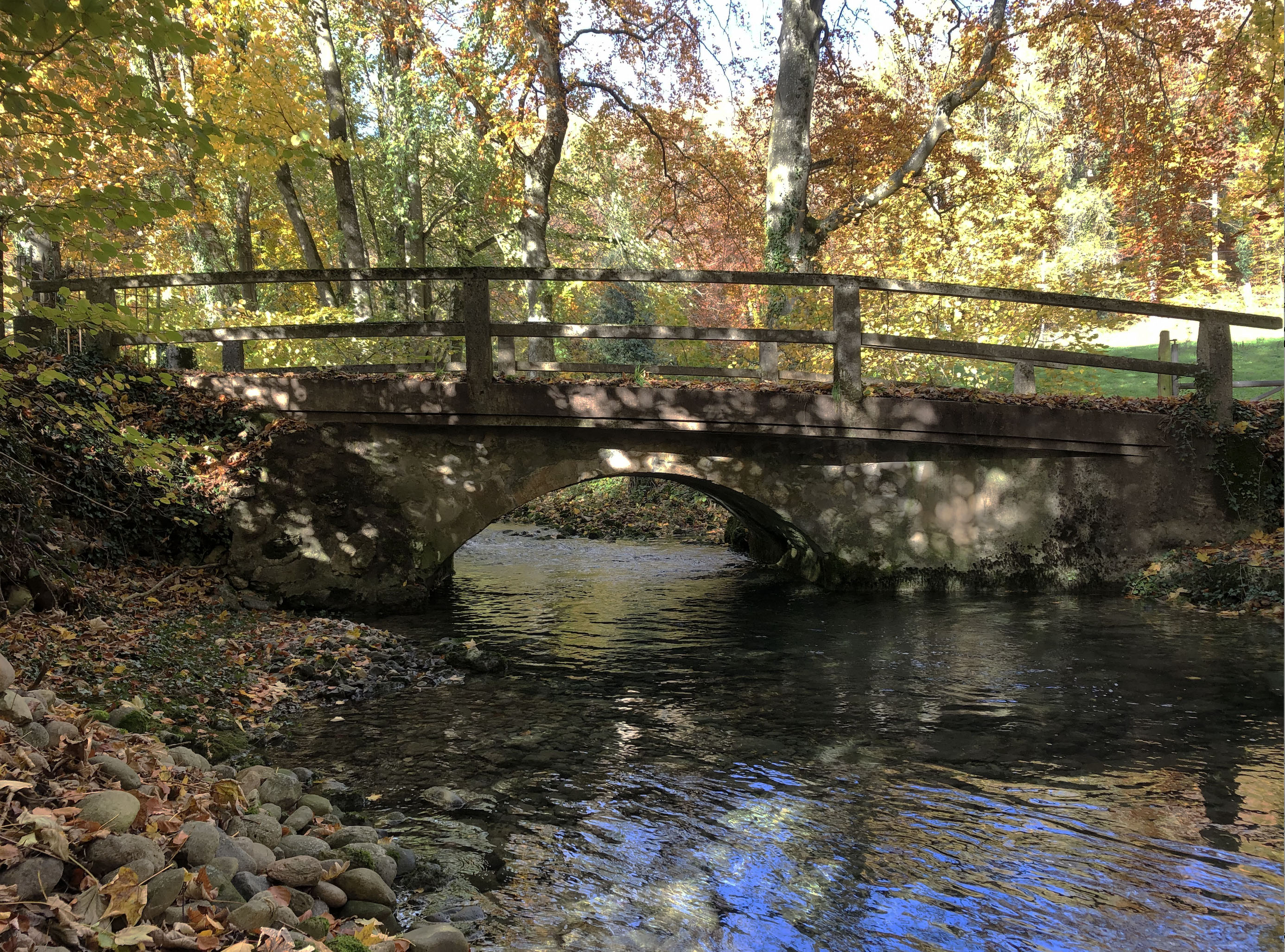
La Dia

- La Dia (links), 1,2 km, , 429,3 m ü. M.
- Ruisseau du Four (rechts), 2,1 km, 1,54 km², , 429,3 m ü. M.
- Ruisseau de la Vaux (links), 4,5 km, 30,01 km², 0,9 m³/s, , 429,3 m ü. M.
- La Sagne[A 11] (links), 0,1 km[2], , 429,3 m ü. M.
- Châtelets[A 12] (links), 0,3 km[2], , 429,3 m ü. M.
- Tivoli[A 13] (links), 0,8 km, , 429,3 m ü. M.
- Le Pontet[A 14]  (links), 3,3 km, 9,49 km², , 429,3 m ü. M.
- Ruisseau de la Rocheaudon (rechts), 1,6 km, 0,88 km², , 429,3 m ü. M.
- Ruisseau du Cra do Ru (rechts), 1,2 km, 0,78 km², , 429,3 m ü. M.
- Ruisseau du Coppet[A 15] (rechts), 1,7 km, , 429,3 m ü. M.
- Ruisseau des Vua (Ruisseau des Moulins) (rechts), 4,1 km, 2,49 km², , 429,3 m ü. M.
- Ruisseau de la Chapelle[A 16] (rechts), 3,1 km[2], , 429,3 m ü. M.
- Ruisseau de la Cobière[A 17] (Ruisseau des Roches) (rechts), 0,8 km, , 429,3 m ü. M.
- Ruisseau de Pierre à Got (rechts), 0,4 km, , 429,3 m ü. M.
- Ruisseau de Longefont (rechts), 3,2 km, 2,73 km², , 429,3 m ü. M.
- Ruisseau de la Tomba (rechts), 1,9 km, 1,91 km², , 429,3 m ü. M.
- Ruisseau de Reverettaz[A 18] (rechts), 0,4 km, , 429,3 m ü. M.
- Les Uttinges[A 19] (links), 1,3 km, , 429,3 m ü. M.

- L'Argentine[A 20] (links), 1,8 km, 11,38 km², , 429,3 m ü. M. → Zuflüsse
- Sous-Chassagne[A 21] (links), 0,1 km, , 429,3 m ü. M.
- Treytel[A 22] (links), 0,8 km, , 429,3 m ü. M.
- Le Biaud[A 23] (links), 0,6 km[2], , 429,3 m ü. M.
- Le Moulin[A 24] (Les Brus) (links), 0,1 km, , 429,3 m ü. M.
- Le Ruz des Prés[A 25] (links), 1,6 km, 3,02 km², , 429,3 m ü. M.
- La Rousette[A 26][3] (links), 1,2 km, , 429,3 m ü. M.
- La Tertillère (rechte Abzweigung des Tertillère) (links), 0,7 km[2], , 429,3 m ü. M.
- La Tertillère[A 27][3] (links), 0,7 km[2], , 429,3 m ü. M.
- Le Vivier[A 28] (links)[4], 2,2 km[2], , 429,3 m ü. M.
- Le Vivier (links) (linke Abzweigung des Vivier), 0,5 km[2], , 429,3 m ü. M.
- Poissine[A 29] (links), 0,3 km, , 429,3 m ü. M.

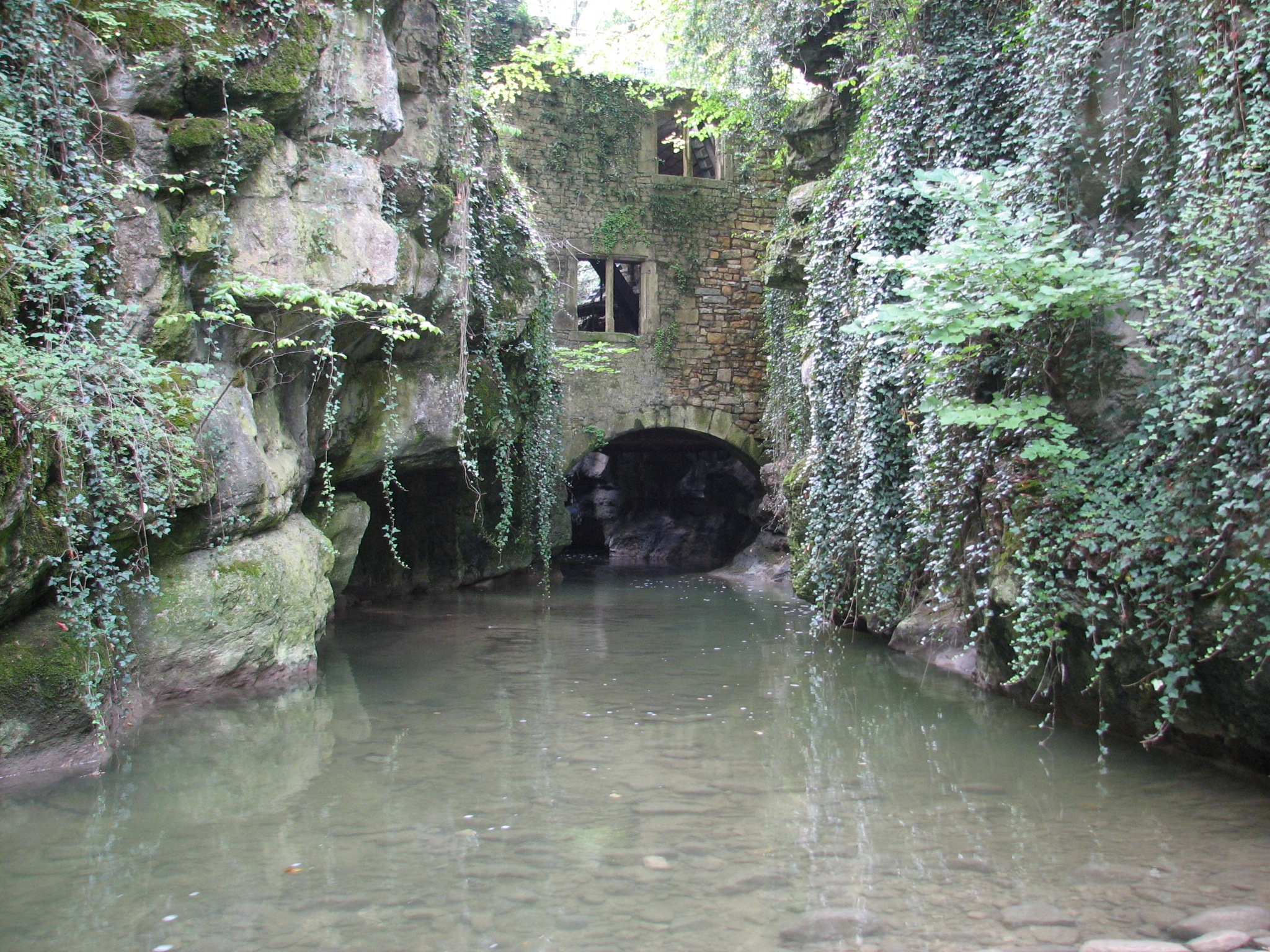
Le Seyon
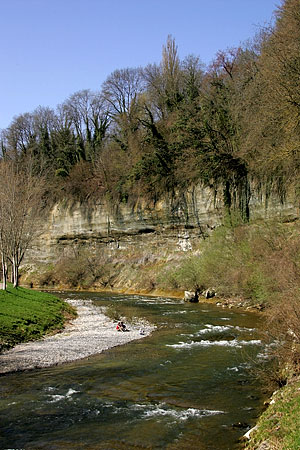
La Broye

- L'Areuse (links), 31,5 km (Strang Buttes→Areuse 44,1 km), 394,44 km², 11,3 m³/s, , 429,3 m ü. M. → Zuflüsse
- Ruisseau de Robin (rechts), 4,1 km, 4,52 km², 0,06 m³/s, , 429,3 m ü. M.
- Ruisseau de Chenaux[A 30] (rechts), 0,6 km, , 429,3 m ü. M.
- Ruisseau des Rappes[A 31] (rechts), 1,5 km, 0,9 km², , 429,3 m ü. M.
- Ruisseau du Lavacon[A 32] (rechts), 1,3 km, 1,26 km², , 429,3 m ü. M.
- Ruisseau de la Contentenette (Ruisseau de Portalban) (rechts), 2,1 km, 5,62 km², 0,08 m³/s, , 429,3 m ü. M.
- Le Verny[A 33] (links), 2,2 km[2], , 429,3 m ü. M.
- Le Torgueil[A 34] (links), 2,0 km[2], , 429,3 m ü. M.
- Le Ruz Chatru[A 35] (links), 2,2 km[2], , 429,3 m ü. M.
- Ruisseau de Rumillens[A 36] (rechts), 1,0 km, , 429,3 m ü. M.
- Le Petit Ruau[A 37] (links), 0,8 km[2], , 429,3 m ü. M.
- Le Grand Ruau[A 38] (links), 0,7 km[2], , 429,3 m ü. M.
- La Serrière[A 39] (links), 0,7 km, , 429,3 m ü. M.
- Le Seyon (links), 14,3 km, 114,9 km², 2,71 m³/s, , 429,3 m ü. M.  → Zuflüsse
- Le Seyon[A 40] (links), 0,8 km, , 429,3 m ü. M.
- Le Monruz[A 41] (links), 0,1 km[2], , 429,3 m ü. M.
- Ruisseau de la Molliette (Ruisseau de Cudrefin) (rechts), 4,3 km, 4,56 km², 0,06 m³/s, , 429,3 m ü. M.
- Le Ruau[A 42] (links), 2,3 km, , 429,3 m ü. M.
- Ruisseau de Montet[A 43] (rechts), 3,8 km, 3,91 km², 0,06 m³/s, , 429,3 m ü. M.
- Ruisseau de Pégran[A 44] (rechts), 3,5 km, 4,1 km², , 429,3 m ü. M.
- La Broye (Canal de la Broye) (rechts), 88,9 km, 851,16 km², 12,3 m³/s, , 429,3 m ü. M. → Zuflüsse
- Le Mouson[A 45] (links), 0,9 km[2], , 429,3 m ü. M.
- Les Tertres[A 46] (links), 0,2 km[2], , 429,3 m ü. M.

### Zihlkanal

Der Zihl-Kanal

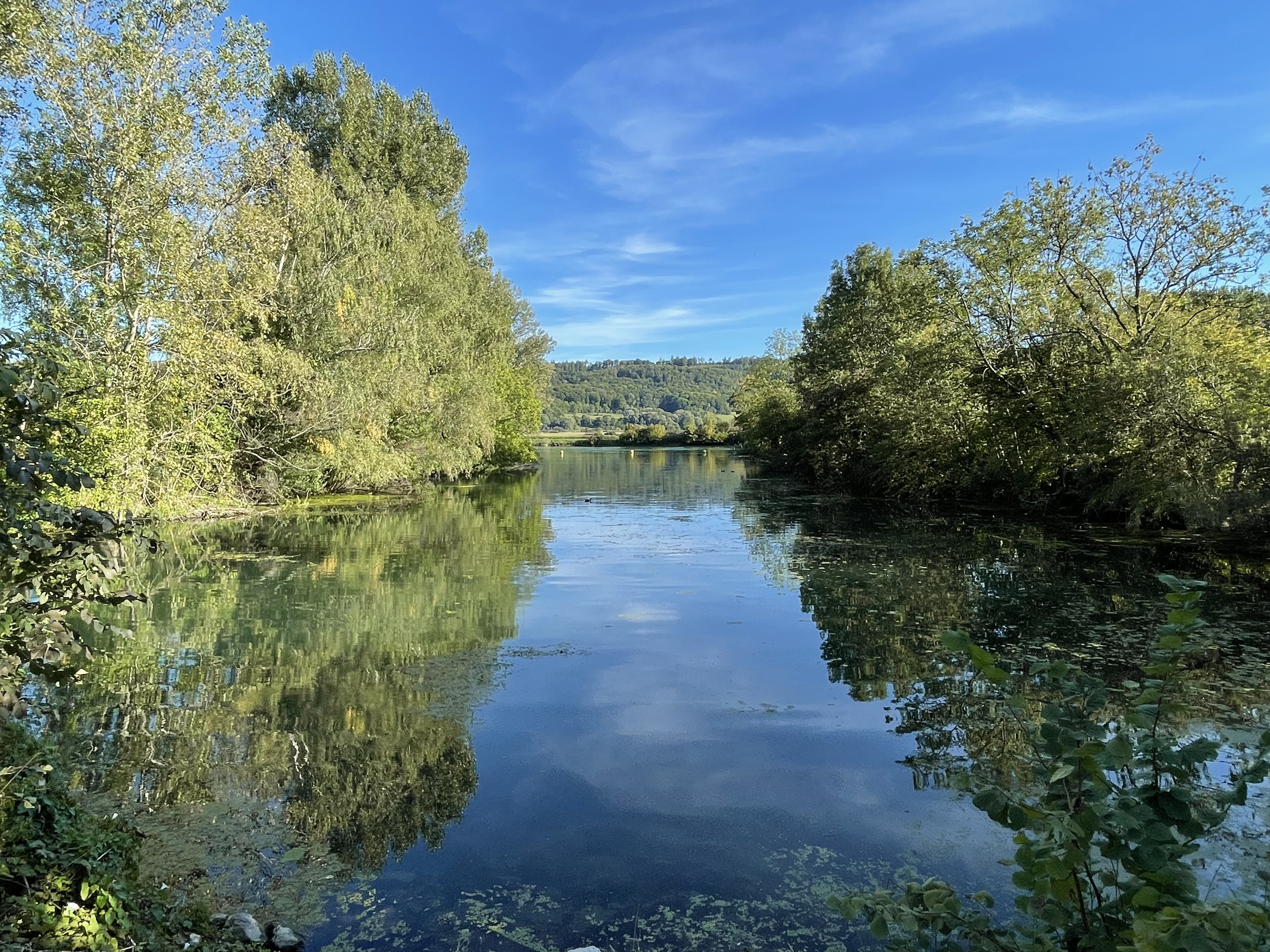
La Vieille-Thielle
Im Vordergrund der Bachlauf des Le Mortruz

- La Tene[A 47][5] (links), 1,5 km[2], , 429,3 m ü. M.
- Räckholderegräbe[A 48] (rechts), 1,8 km, , 429,3 m ü. M.
- La Thielle[A 49] (links), 0,2 km[2], , 429,3 m ü. M.
- Islerekanal (Rimmerzbach[6]) (rechts), 6,3 km, 14,61 km², 0,27 m³/s, , 429,3 m ü. M.
- → Grissemooskanal[A 50][7][8] (rechts), 2,7 km[2], , 429,3 m ü. M.
- Bugeon[A 51] (links), 0,1 km[2], , 429,3 m ü. M.
- Le Bois-Rond (links), 2,7 km, 3,7 km², , 429,3 m ü. M.
- → La Vieille-Thielle[A 52][9][10] (links), , 429,3 m ü. M.
- Le Mortruz[11] (rechts), 2,2 km, 6,46 km², , 429,7 m ü. M.
- Grissachmooskanal[A 53][12] (rechts), 0,4 km[2], , 429,3 m ü. M.
- Le Ruhaut[11] (rechts), 2,6 km, 5,39 km², , 429,8 m ü. M.
- Sardegrabe[A 54][12] (rechts), , 429,3 m ü. M.
- ← La Vieille-Thielle[13] (links), 3,0 km[2], , 429,3 m ü. M.
- Jolimontkanal[A 55][14] (rechts), 2,7 km[2], , 429,3 m ü. M.
- Le Sapin[A 56] (links), 0,6 km, , 429,3 m ü. M.

### Bielersee

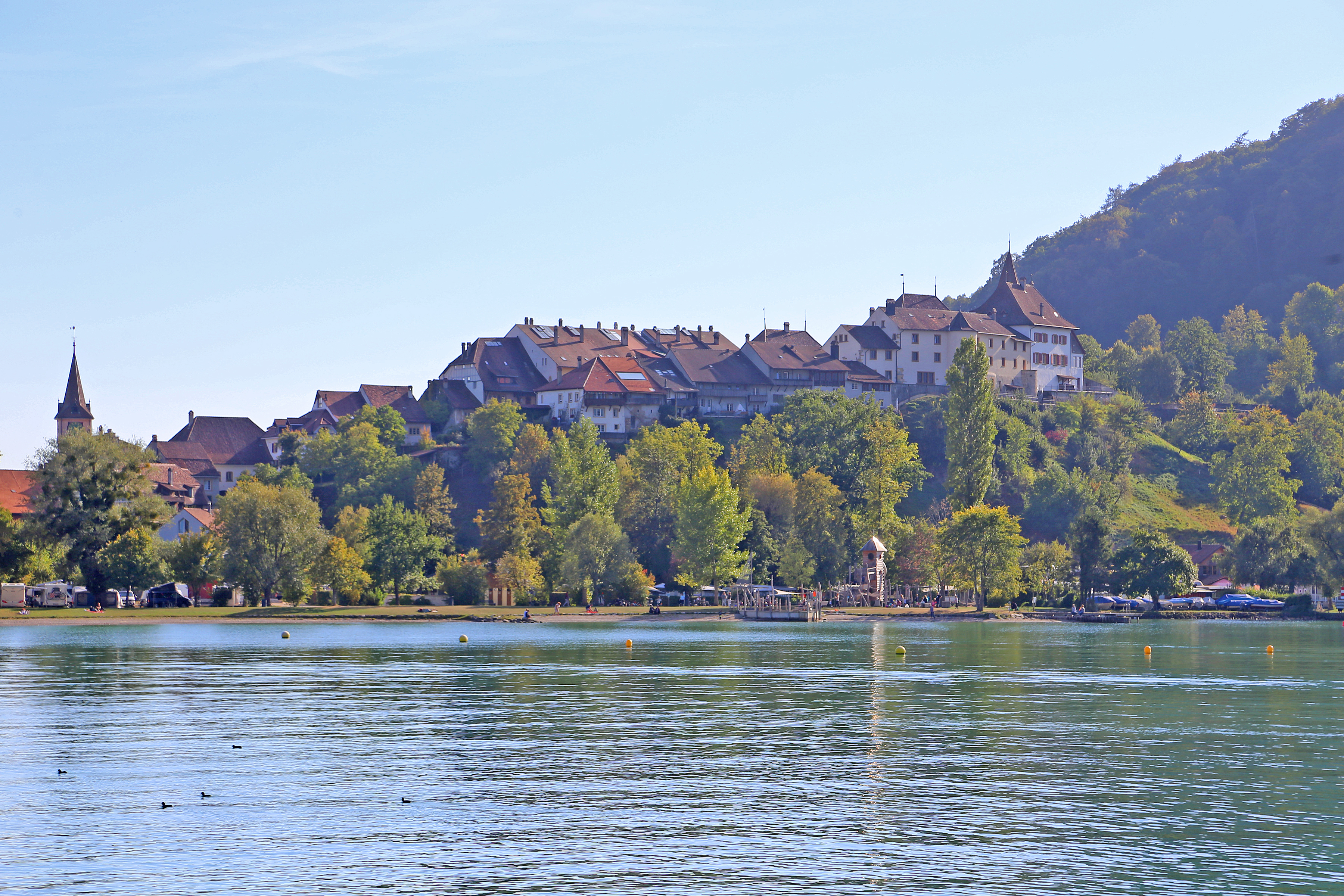
Der Bielersee

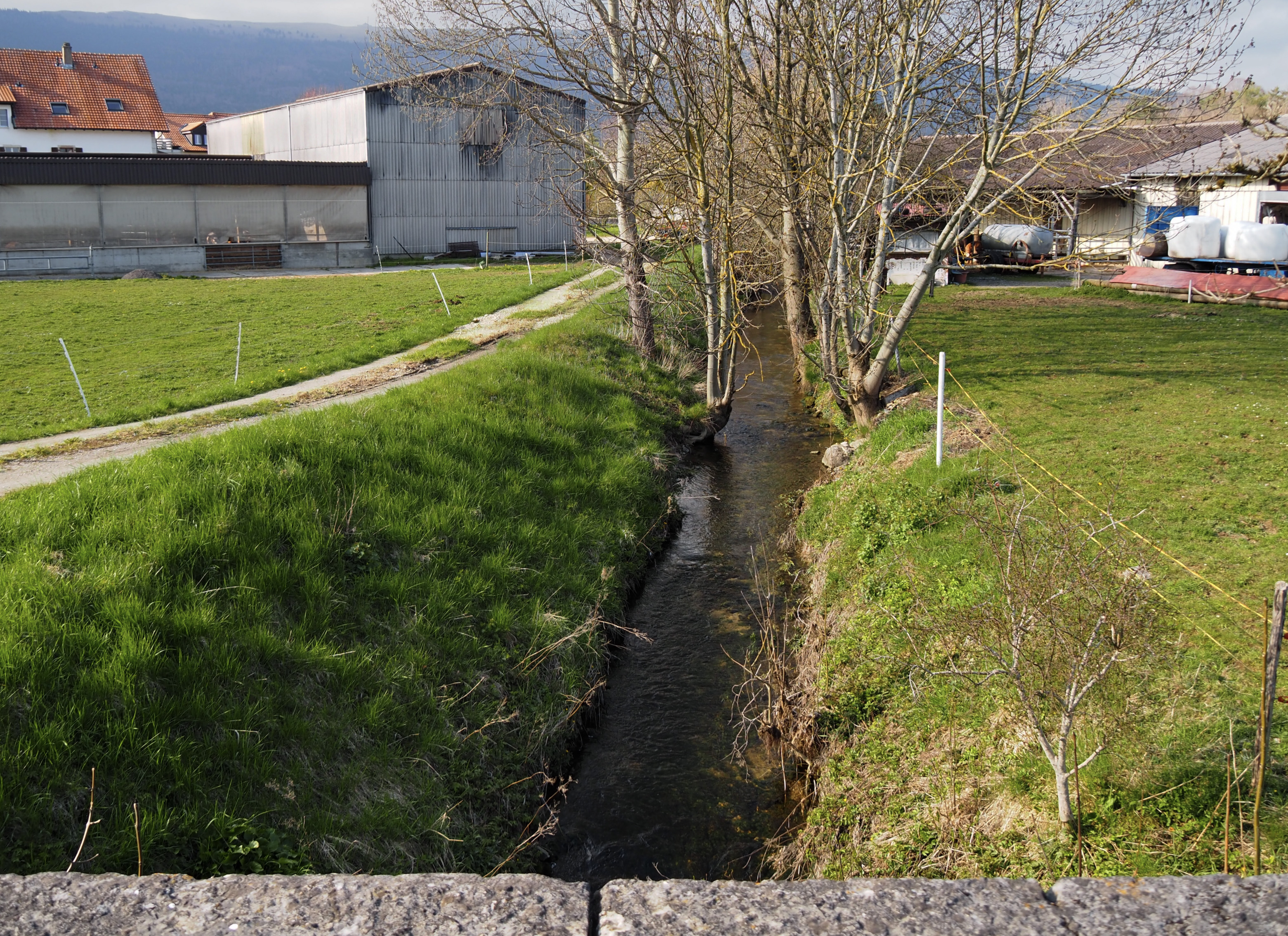
Der Ruisseau de Vaux

(Die Reihenfolge der Zuflüsse orientiert sich an der fiktiven Seeachse)
- Le Ruz du Faubourg[A 57] (links), 2,2 km, , 429,3 m ü. M.
- (Ruisseau de) Saint-Maurice[A 58] (links), 1,9 km, , 429,3 m ü. M.
- Le Merdasson (links), 1,9 km, , 429,3 m ü. M.
- La Tour[A 59] (links), 0,7 km, , 429,3 m ü. M.
- Ruisseau de Vaux (links), 5,0 km, 20,29 km², 0,7 m³/s, , 429,3 m ü. M. → Zuflüsse
- Ruisseau du Moulin[A 60] (links), 0,7 km[2], , 429,3 m ü. M.
- Ruisseau de Poudeille[A 61] (links), 0,3 km, , 429,3 m ü. M., , 429,3 m ü. M.
- Chalchofegrabe[A 62] (links), 0,5 km, , 429,3 m ü. M.
- Chäserländti[A 63] (links), 0,5 km, , 429,3 m ü. M.
- Tärograbe[A 64] (links), 1,0 km, , 429,3 m ü. M.
- Mülibach (rechts), 3,8 km, 4,11 km², 0,07 m³/s, , 429,3 m ü. M.
  - Käppiligraben[A 65] (rechts), 0,5 km[2], , 429,3 m ü. M.
  - Ruelbach (rechts), 2,7 km, 4,32 km², , 429,3 m ü. M.
  - Riedmattegrabe[A 66] (rechts), 0,3 km[2], , 429,3 m ü. M.
  - Dorfbach[A 67] (rechts), 3,0 km, 2,33 km², , 429,3 m ü. M.
  - Fousbach[A 68] (rechts), 0,6 km[2], , 429,3 m ü. M.
  - Mooskanal (rechts), 4,2 km, 8,45 km², 0,14 m³/s, , 429,3 m ü. M.
- Fiktive Seeachse Mülibach[15], , 429,3 m ü. M.

Fiktive Seeachse Zihl, 429,3 m ü. M.